# ジェネティック・セクシュアル・アトラクション
ジェネティック・セクシュアル・アトラクション(Genetic sexual attraction:GSA)は、離れ離れになっていた親族が再会した場合に起こる、近親者同士の性的魅力である。通常、子供が幼児期に共に育てられるときには、この現象はウェスターマーク効果として知られる逆の性的刷り込みによって回避されるが、距離を置いた場合はこのような現象が起こりやすい。
ジェネティック・セクシュアル・アトラクションの原因としては、もともと親族であるため自らの特徴との類似点が多く、交配相手として魅力的と感じている可能性が挙げられる。生まれた時に引き離された兄弟姉妹が大人になってから出会うと、えてして強く惹かれあう。また、このような生き別れの状況になる理由としては、養子縁組などが挙げられる。
2008年に『グッド・モーニング・アメリカ』に出演した、スコットランドで近親相姦罪で有罪を宣告された異父兄弟姉妹は、自分達の関係について子供時代に兄弟姉妹で一緒に育てられていないためだとして、ジェネティック・セクシュアル・アトラクションを原因として挙げていた。

## GSAを扱った作品
- ヴィルヘルム・マイスターの修業時代（ゲーテ）
- オイディプス王（ソポクレス）
- 悪魔が来りて笛を吹く（横溝正史）
- 罪に濡れたふたり（北川みゆき）
- 恋風（吉田基已）
- たーたん（西炯子）
- ヴィエンナ・コネクション（高瀬理恵）
- ジョジョの奇妙な冒険 Part6 ストーンオーシャン（荒木飛呂彦）
- 偽りの花園 (2006年、東海テレビ)
- 僕たちは繁殖をやめた（さおとめやぎ）
- ヨスガノソラ（Sphere発売の18禁恋愛アドベンチャーゲーム）

## GSAを取り上げた番組
- ザ!世界仰天ニュース